# Nicolas Kiefer
Nicolas Kiefer (Holzminden, 5 de julho de 1977) é um ex-tenista profissional alemão.
Kiefer foi o quarto melhor do mundo em 2000 e também o melhor tenista alemão por um bom tempo. Como juvenil ganhou o Aberto da Austrália e o Aberto dos Estados Unidos. Sua melhor campanha em torneios do Grand Slam foi a semifinal em 2006 do Aberto da Austrália. Ele representa a Alemanha na Copa Davis e também jogou as Olimpíadas de Atenas, em simples e ganhou a medalha de prata em duplas com Rainer Schüttler.

## Olimpíadas

### Duplass: 1 (1 prata)
| Posição | Ano  | Campeonato | Piso | Parceiro         | Oponentes                       | Placar                       |
| ------- | ---- | ---------- | ---- | ---------------- | ------------------------------- | ---------------------------- |
| Prata   | 2004 | Atenas     | Duro | Rainer Schüttler | Fernando González Nicolás Massú | 2–6, 6–4, 6–3, 6–7(7–9), 4–6 |

## Masters Series finais

### Simples: 1 (0 título, 1 vice)
| Posição | Ano  | Campeonato | Piso | Oponente     | Placar   |
| ------- | ---- | ---------- | ---- | ------------ | -------- |
| Vice    | 2008 | Toronto    | Duro | Rafael Nadal | 3–6, 2–6 |

## ATP finais

### Simples 19 (6 títulos )
| Legenda                           |
| Grand Slam (0)                    |
| Tennis Masters Cup (0)            |
| ATP Masters Series (0)            |
| ATP International Series Gold (1) |
| ATP Tour (5)                      |

| N. | Data             | Campeonato            | Piso     | Oponente            | Placar             |
| 1. | 22 Setembro 1997 | Toulouse, França      | Duro (i) | Mark Philippoussis  | 7–5, 5–7, 6–4      |
| 2. | 12 Abril 1999    | Tokyo, Japão          | Duro     | Wayne Ferreira      | 7–6(7–5), 7–5      |
| 3. | 7 Junho 1999     | Halle, Alemanha       | Grama    | Nicklas Kulti       | 6–3, 6–2           |
| 4. | 13 Setembro 1999 | Tashkent, Uzbequistão | Duro     | George Bastl        | 6–4, 6–2           |
| 5. | 7 Fevereiro 2000 | Dubai, EAU            | Duro     | Juan Carlos Ferrero | 7–5, 4–6, 6–3      |
| 6. | 2 Outubro 2000   | Hong Kong, China      | Duro     | Mark Philippoussis  | 7–6(7–4), 2–6, 6–2 |

#### Simples (13 vices)
| Legenda                           |
| Grand Slam (0)                    |
| Tennis Masters Cup (0)            |
| ATP Masters Series (1)            |
| ATP International Series Gold (3) |
| ATP Tour (9)                      |

| N.  | Data              | Campeonato             | Piso        | Oponente           | Placar                       |
| 1.  | 13 Outubro 1997   | Singapore, Singapore   | Carpete     | Magnus Gustafsson  | 6–4, 3–6, 3–6                |
| 2.  | 15 Fevereiro 1999 | Dubai, EAU             | Duro        | Jérôme Golmard     | 4–6, 2–6                     |
| 3.  | 19 Outubro 1999   | Vienna, Áustria        | Carpete     | Greg Rusedski      | 7–6(7–5), 6–2, 3–6, 5–7, 4–6 |
| 4.  | 8 Outubro 2001    | Moscou, Rússia (1)     | Carpete (i) | Yevgeny Kafelnikov | 4–6, 5–7                     |
| 5.  | 17 Junho 2002     | Halle, Alemanha (1)    | Grama       | Yevgeny Kafelnikov | 6–2, 4–6, 4–6                |
| 6.  | 16 Junho 2003     | Halle, Alemanha (2)    | Grama       | Roger Federer      | 1–6, 3–6                     |
| 7.  | 16 Fevereiro 2004 | Memphis, EUA           | Duro        | Joachim Johansson  | 6–7(5–7), 3–6                |
| 8.  | 1 Março 2004      | Scottsdale, EUA        | Duro        | Vince Spadea       | 5–7, 7–6(7–5), 3–6           |
| 9.  | 19 Julho 2004     | Indianapolis, EUA      | Duro        | Andy Roddick       | 2–6, 3–6                     |
| 10. | 12 Julho 2004     | Los Angeles, EUA       | Duro        | Tommy Haas         | 6–7(6–8), 4–6                |
| 11. | 10 Outubro 2005   | Moscou, Rússia (2)     | Carpete (i) | Igor Andreev       | 7–5, 6–7(3–7), 2–6           |
| 12. | 24 Outubro 2005   | St. Petersburg, Rússia | Carpete (i) | Thomas Johansson   | 4–6, 2–6                     |
| 13. | 27 Julho 2008     | Toronto, Canadá        | Duro        | Rafael Nadal       | 3–6, 2–6                     |

### Duplas (5 títulos 1 prata)
| Legenda                           |
| Grand Slam (0)                    |
| Olympics Gold (0)                 |
| Tennis Masters Cup (0)            |
| ATP Masters Series (0)            |
| ATP International Series Gold (1) |
| ATP Tour (3)                      |
| Futures (1)                       |

| N. | Data             | Torneio              | Piso    | Parceiro           | Oponente                        | Placar                  |
| 1. | 19 October 1998  | Ostrava, Rep. Tcheca | Carpete | David Prinosil     | David Adams Pavel Vízner        | 6–4, 6–3                |
| 2. | 22 Julho 2002    | Los Angeles, EUA     | Duro    | Sébastien Grosjean | Justin Gimelstob Michaël Llodra | 6–4, 6–4                |
| 3. | 29 Setembro 2003 | Tokyo, Japão         | Duro    | Justin Gimelstob   | Mark Merklein Scott Humphries   | 6–7(6–8), 6–3, 7–6(7–4) |
| 4. | 11 Outubro 2010  | Hambach, Alemanha    | Duro    | Stefan Seifert     | Roman Jebavý Daniel Lustig      | 3–6, 6–2, [10–7]        |